# 실비오 카토르
실비오 카토르(Silvio Cator, 1900년 10월 9일 ~ 1952년 7월 21일)는 멀리뛰기에서 가장 성공한 아이티의 육상 선수이다.
카배용에서 태어나 축구 선수로서 트리볼리 클럽과 R.C. 아이티앵에서 활약하였다.
아이티 올림픽 팀이 처음으로 데뷔한 1924년 파리 올림픽에 참가하여 높이뛰기 15위와 멀리뛰기 12위에 그쳤다. 4년 후, 암스테르담 올림픽에서 멀리뛰기 은메달을 획득하였다. 그의 7.58m 기록은 우승자 에드워드 햄보다 16cm 짧았다. 1달 후인 9월 9일에 7.93m를 뛰어 에드워드 햄의 2달 세계 기록을 깼다. 1932년 로스앤젤레스 올림픽에 한번 더 참가하여 멀리뛰기 9위를 하였다.
오늘날로 봐서 카토르의 은메달은 1924년 아이티 사격 팀의 단체 소총 동메달과 함께 올림픽에서 아이티 선수들의 최고 결과이다. 그의 멀리뛰기 세계 기록은 아직도 아이티의 국내 기록(2009)으로 남아있다.
1946년 포르토프랭스의 시장으로 선출되었다. 그의 사후, 1958년 아이티 정부는 카토르의 올림픽 메달과 30년 전의 세계 기록을 기념하는 우표들을 발행하였다.